# Пасько Тетяна Василівна
Тетяна Василівна Пасько (1974, Полтава) — українська футболістка й футзалістка, зараз — тренер.
Уродженка Полтави. Навчалася у СШ № 16 (тепер — ЗОШ № 38). У Чернівцях закінчила ЗОШ № 30, потім — Івано-Франківський коледж фізичної культури і спорту та Харківський інститут фізичної культури (спеціальність «Тренер з футболу»). Кандидат у майстри спорту з футзалу та футболу.
У шкільні роки займалася легкою атлетикою та іншими видами спорту. Перші серйозні заняття спортом пов'язані з хокеєм на траві — під керівництвом Сергія Ягодкіна. У хокеї на траві отримала запрошення до молодіжної збірної України. Із часом наставник вирішив перейти на футбол. Разом із чернівецькою командою «Буковинка» (потім «Легмаш») та полтавською «Нікою» виграла багато міжнародних турнірів, другу жіночу футбольну лігу СРСР. Після повернення Ягодкіна з командою до Полтави, Пасько залишилася в Чернівцях. Одноразова чемпіонка України з футзалу разом із командою «Ніка» (Полтава).
Працює викладачем фізвиховання у Буковинському державному медичному університеті та тренером жіночої футбольної команди ДЮСШ № 1 «Ніка» (Чернівці).